# 意大利扁萼苔
意大利扁萼苔（学名：Radula visiniaca）是一种分布于意大利和奥地利的苔藓。它们仅在5个地点被发现，其中2个地点位于意大利且自1938年后再未在该处发现过它们，而分布在奥地利的种群因其分布地偏远且难以到达而尚未受到严重威胁。相信该物种的成熟植株不足50株，但其种群趋势趋于稳定。现时需要进行迁地保育来保护意大利扁萼苔，并需要进行调查以确认其分布范围是否比目前已知的更大。